# Wenonah (Illinois)
Wenonah is een plaats (village) in de Amerikaanse staat Illinois, en valt bestuurlijk gezien onder Montgomery County.

## Demografie
Bij de volkstelling in 2000 werd het aantal inwoners vastgesteld op 44. In 2006 is het aantal inwoners door het United States Census Bureau geschat op eveneens 44.

## Geografie
Volgens het United States Census Bureau beslaat de plaats een oppervlakte van 3,9 km², geheel bestaande uit land.

## Plaatsen in de nabije omgeving
De onderstaande figuur toont nabijgelegen plaatsen in een straal van 16 km rond Wenonah.